# Ходоша (Муреш)
Ходоша (рум. Hodoșa) — село у повіті Муреш в Румунії. Адміністративний центр комуни Ходоша.
Село розташоване на відстані 263 км на північ від Бухареста, 22 км на північний схід від Тиргу-Муреша, 94 км на схід від Клуж-Напоки, 124 км на північний захід від Брашова.

## Населення
За даними перепису населення 2002 року у селі проживали 228 осіб.
Національний склад населення села:
| Національність | Кількість осіб | Відсоток |
| -------------- | -------------- | -------- |
| угорці         | 199            | 87,3%    |
| цигани         | 29             | 12,7%    |

Рідною мовою назвали:
| Мова      | Кількість осіб | Відсоток |
| --------- | -------------- | -------- |
| угорська  | 199            | 87,3%    |
| циганська | 29             | 12,7%    |